# Вассёр, Филипп
Филипп Вассёр (фр. Philippe Vasseur) — французский актёр. Родился 8 июля 1966 года во Франции.

## Биография
Стал известным благодаря телевизионным сериалам группы AB (фр. AB Production) в 1990-х годах.
Он сыграл роль Жозе, парня молодой девушки Бенедикт (её сыграла Лор Гибер (фр. Laure Guibert) сперва в молодёжном сериале «Элен и ребята» (фр. Hélène et les garçons), а затем в его продолжениях Грёзы любви, Каникулы любви и Тайны любви (телесериал). В сериал попал случайно. В сериале играл роль ловеласа. После ухода исполнителя роли Кристиана из первого сериала (примерно со 176-й серии) занял место главного возмутителя спокойствия. Во время съёмок из-за домашних неурядиц Филиппа однажды пришлось изменять сценарий.
Также играл в сериале Famille fou rire (фр.) в 1993 году и в сериале «Расследования Элоизы Ром» (фр.) в 2003 году.
Кроме актёрской работы в сериалах занимается дизайном интерьеров.
В ноябре 2008 года на канале НТВ в программе «Главный герой» были интервью с героями этих сериалов, включая Ф. Вассера.
В декабре 2023 года он объявил в Instagram о своём уходе из сериала «Тайны любви», чтобы посвятить себя другим долгосрочным проектам.
Филипп Вассер живет в Пикардии. Он создает рельефные картины. Состоял в браке с Сашей Стефани, актрисой, от которой у него есть сын Ланселот, родившийся 30 августа 1997 года.